# Osyp Szuchewycz
Osyp Szuchewycz (ur. 4 stycznia 1816 w Rakowcu, zm. 24 marca 1870 w Tyszkowcach) – ukraiński ksiądz greckokatolicki, pisarz i tłumacz, działacz Ruskiej Trójcy.
Ukończył gimnazjum przy klasztorze oo. Bazylianów w Buczaczu. W czasie studiów w Greckokatolickim Seminarium Generalnym należał do koła „Ruskiej Trójcy”. Tłumaczył na język ukraiński dzieła Wergiliusza, Ernsta Schulze, Johanna Gottfrieda Herdera, Waltera Scotta. Swoje utwory publikował w czasopiśmie „Pczoła”.
Od 1848 był proboszczem w Tyszkowcach, później dziekanem horodeńskim i powiatowym inspektorem szkolnym w Horodence.
Po śmierci Osypa Szuchewycza jego działa zabrane Perewody i nasliduwannia Osypa Szuchewycza z portretom i żyttiepisom awtora wydał jego syn Wołodymyr w 1883 roku.
Ojciec Wołodymyra Szuchewycza, dziadek Stepana Szuchewycza,  pradziadek Romana Szuchewycza.